# Џуџоу
Џуџоу (株州) град је Кини у покрајини Хунан. Према процени из 2009. у граду је живело 703.692 становника.

## Становништво
Према процени, у граду је 2009. живело 703.692 становника.
| 1990.   | 2000.   | 2009    |
| ------- | ------- | ------- |
| 439.224 | 696.888 | 703.692 |